# جاين إليوت
جاين إليوت (بالإنجليزية: Jane Elliot)‏ هي ممثلة أمريكية، ولدت في 17 يناير 1947 بنيويورك في الولايات المتحدة. بدأت مشوارها المهني سنة 1965.

## أعمال

### مسلسلات
- المستشفى العام

## وصلات خارجية
- جاين إليوت على موقع IMDb (الإنجليزية)
- جاين إليوت على موقع أول موفي (الإنجليزية)
- جاين إليوت على موقع قاعدة بيانات برودواي على الإنترنت (الإنجليزية)
- جاين إليوت على موقع قاعدة بيانات الأفلام السويدية (السويدية)
- جاين إليوت على موقع قاعدة بيانات الفيلم (الإنجليزية)